# Омерта (книга)
Омерта е роман на Марио Пузо, завършен седмици преди смъртта му и издаден през 2000 г.
Това е последната книга от мафиотската трилогия на Пузо. Първите две са Кръстникът и Последният дон.